# Franklin Brown
Franklin Brown, nombre artístico de Franklin Kroonenberg (Rótterdam, 11 de marzo de 1961) es un cantante holandés, conocido por su participación en el Festival de la Canción de Eurovisión 1996.

## Festival de Eurovisión 1996
El 3 de marzo participó, junto a Maxine, en la preselección que se celebró en Almere para elegir al representante de los Países Bajos en el Festival de Eurovisión. Ganaron la preselección frente a otros cuatro participantes. El Festival se celebró en Oslo el 18 de mayo, allí el dúo logró la séptima posición con el tema De Eerste Keer (La primera vez).
Tras el Festival, continúo una carrera en solitario.